# M1 Abrams
De M1 Abrams is een zwaar bepantserde en krachtige Amerikaanse tank, die ook geschikt is voor biologische en nucleaire oorlogvoering. Hij is genoemd naar generaal Creighton Abrams (1914-1974) en is vooral bekend geraakt tijdens de Golf- en Irakoorlog. De M1 is in staat doelen op een afstand van 3000 meter uit te schakelen. Dit maakt hem superieur ten opzichte van de Sovjet-tanks T-72, T-62 en T-55.
De Abrams is zo groot en zwaar dat het grootste transportvliegtuig van de United States Air Force, de Lockheed C-5 Galaxy, er maar twee van kan meenemen, hetgeen logistieke problemen veroorzaakt. Zo werden de meeste van de 1848 tanks die tijdens de Eerste Golfoorlog zijn ingezet aangevoerd per schip, waardoor ze lang onderweg waren.

## Ontwikkeling
Begin jaren '60 begonnen de Verenigde Staten en de Bondsrepubliek Duitsland samen aan het zeer geavanceerde MBT-70 project dat een standaard NAVO-tank zou moeten opleveren. Vanwege gigantische kostenoverschrijdingen verbood het Amerikaans Congres in 1970 de verdere ontwikkeling. Een goedkoper afgeleid project werd opgezet, de XM803, waarop de Duitsers zich terugtrokken om hun onderzoek apart voort te zetten, wat uiteindelijk zou leiden tot de Leopard 2. Ook de XM-803 werd stopgezet, waarna in februari 1972 de beslissing viel een geheel nieuwe tank te ontwikkelen, de XM815. Haast was geboden want er dreigde een ernstige kwalitatieve achterstand te ontstaan ten opzichte van de tanks van de Sovjet-Unie.
Er werd besloten de tank uit te rusten met een door het Ballistic Research Laboratory te ontwikkelen Amerikaanse variant van het Britse Burlington-pantser, waarvan de Amerikanen in juli dat jaar de specificaties hadden gekregen. Tegelijkertijd werd het project hernoemd tot XM1. In 1976 werden de beide prototypen en de Leopard 2AV beproefd. Op 7 mei 1979 kreeg Chrysler de opdracht een voorserie van 110 tanks te bouwen. Chrysler gebruikte de tankfabriek in Lima (Ohio) en in mei 1979 begon de productie en de eerste tanks werden in februari 1980 geleverd. De tank werd geaccepteerd voor massaproductie en kreeg in februari 1981 de officiële naam 105 mm Gun Tank M1 Abrams. Later werd ook de Detroit Arsenal Tank Plant voor de productie ingezet.
Doordat Chrysler in financiële problemen was geraakt, besloot het bedrijf de defensietak te verkopen. In maart 1982 nam General Dynamics Chrysler Defense over hetgeen Chrysler US$ 348,5 miljoen opleverde. General Dynamics nam de tankproductie over in de fabrieken in Lima en Detroit.

## Slechte ontvangst
De tank kreeg al meteen een zeer slechte naam. De politiek schrok van de enorme gebruikskosten, veel hoger dan oorspronkelijk geraamd. In plaats van een dieselmotor had de M1 een gasturbine. Die bleek veel brandstof te verbruiken en van de beloofde lagere onderhoudskosten kwam niets terecht. Nog begrotelijker was het dat de metalen behuizing van de peperdure keramische pantsermodules erg roestgevoelig bleek zodat voor iedere tank honderdduizenden dollars per jaar moest worden uitgegeven aan vervanging. Eenheden in de Verenigde Staten gingen er daarom maar toe over die modules gewoon op te slaan; voor de parate eenheden in Duitsland was dat echter geen optie.
De militairen in het veld waren ook op tactische gronden ontevreden met het nieuwe voertuig. Weliswaar was het veel sneller en had een lager silhouet dan zijn voorganger, de M60A1, maar de tank had een slechter vuurcontrolesysteem dan de verbeterde M60A3 en de bescherming tegen pantsergranaten was ook minder. Uit bezuinigingsoverwegingen had men besloten voorlopig het zwaardere Duitse 120mm-kanon niet te installeren, maar ook hier bleek goedkoop duurkoop want om de effectiviteit tegen vijandelijke tanks te waarborgen was nu veel duurdere munitie nodig.
Al deze fouten werden in de Amerikaanse pers breed uitgemeten. De legerleiding besefte al snel dat peptalk alleen onvoldoende was en begon met een serie verbeteringsprogramma's die tot nu toe voortduurt.

## Pantser
De Abrams was de eerste operationele Amerikaanse tank met een neo-keramisch gelaagd pantser. De details zijn strikt geheim. Uit openbare bronnen kan worden afgeleid dat de eerste versie uit 1979, de M1, een goedkoop systeem had met een dubbele laag aluminiumoxide, de stof waaruit ook saffieren en robijnen bestaan. Dit gaf een redelijke bescherming tegen holle ladingswapens (ruwweg 700mm-staalequivalentie). De bescherming tegen penetratoren was minder (400 mm). De M1 had dus niet het "Chobham"-pantser van de Britse Challenger dat gebaseerd was op het veel duurdere boorcarbide. Toen president Reagan het defensiebudget zeer verruimde, kwam er geld vrij voor een verbeterde versie. Die had ruimte in het pantser voor drie lagen, al naargelang de tactische behoefte modulair in te vullen met aluminiumoxide, titaniumdiboride, of verarmd uranium. De uraniummodules bestaan uit kops geplaatste uraniumstaven die dezelfde bescherming bieden als een anderhalf keer zwaardere massieve plaat van dezelfde dikte.
Dit systeem werd gehandhaafd voor de M1A1. De tanks in de Golfoorlog (1990-1991) waren doorgaans voorzien van twee lagen aluminiumoxide en één laag verarmd uranium, met een bescherming van 750 mm tegen penetratoren, en 1250 mm tegen holleladingwapens. Dit noemde men de heavy configuration. Na thuiskomst werden de uraniummodules weer snel verwijderd; hun gewicht deed afbreuk aan de mechanische betrouwbaarheid. Mede om dit probleem op te lossen ging men hierna over op steeds geavanceerdere composieten gebaseerd op verbeterd siliciumcarbide (carborundum) en wellicht uraniumoxide.
Uit de openbare aanbestedingen van de Amerikaanse strijdkrachten valt op te maken dat de afzonderlijke modules bestaan uit tegeltjes van ongeveer tien centimeter doorsnee en vier centimeter dik, die gevat zijn in een titanium matrix. Gezaagde stukken titanium van een duim breed worden vacuümgelast tot zo'n matrix, waar na verhitting de tegels isostatisch ingeperst worden. In 2001 werd bedrijven gevraagd om alternatieven voor deze zeer dure techniek te ontwikkelen, ofwel door het direct omgieten van tegels met gesmolten metaal, ofwel door het vastlijmen ervan met een verbeterde epoxyhars. Een belangrijk probleem bij de oude methode is kennelijk dat de tegeltjes bij het afkoelen vaak barsten zodat de hele module waardeloos wordt; de kosten van de kleinste stukken werden daarbij aangegeven als minstens $100.000.
In de oorlog van 2003 waren de M1's beschermd met een equivalentie van een meter pantserstaal tegen staafpenetratoren, en van twee meter tegen holleladingswapens, maar alleen voor de voorkant. Verschillende M1's werden uitgeschakeld door treffers van lichte antitankwapens van opzij en achteren. Dat jaar ging een aanbesteding uit voor het verbeteren van siliciumcarbide door toevoeging van koolstof nanobuisjes. Het werd niet duidelijk of het doel daarvan was de uitval tijdens productie te verminderen, of dat de vergrote taaiheid voornamelijk moet dienen om de beschermende eigenschappen te verhogen.

## Varianten
- XM-1: prototype
- M-1: productieversie met 105mm-kanon
- M-1A1: 120mm-kanon
- M-1A1 AIM: pantser voor leger
- M-1A1 HC: pantser voor het United States Marine Corps
- M-1A2: hunter-killer-toren toegevoegd voor de commandant
- M-1A2 SEP: netcentric-computers voor battlespace-awareness

## In dienst bij

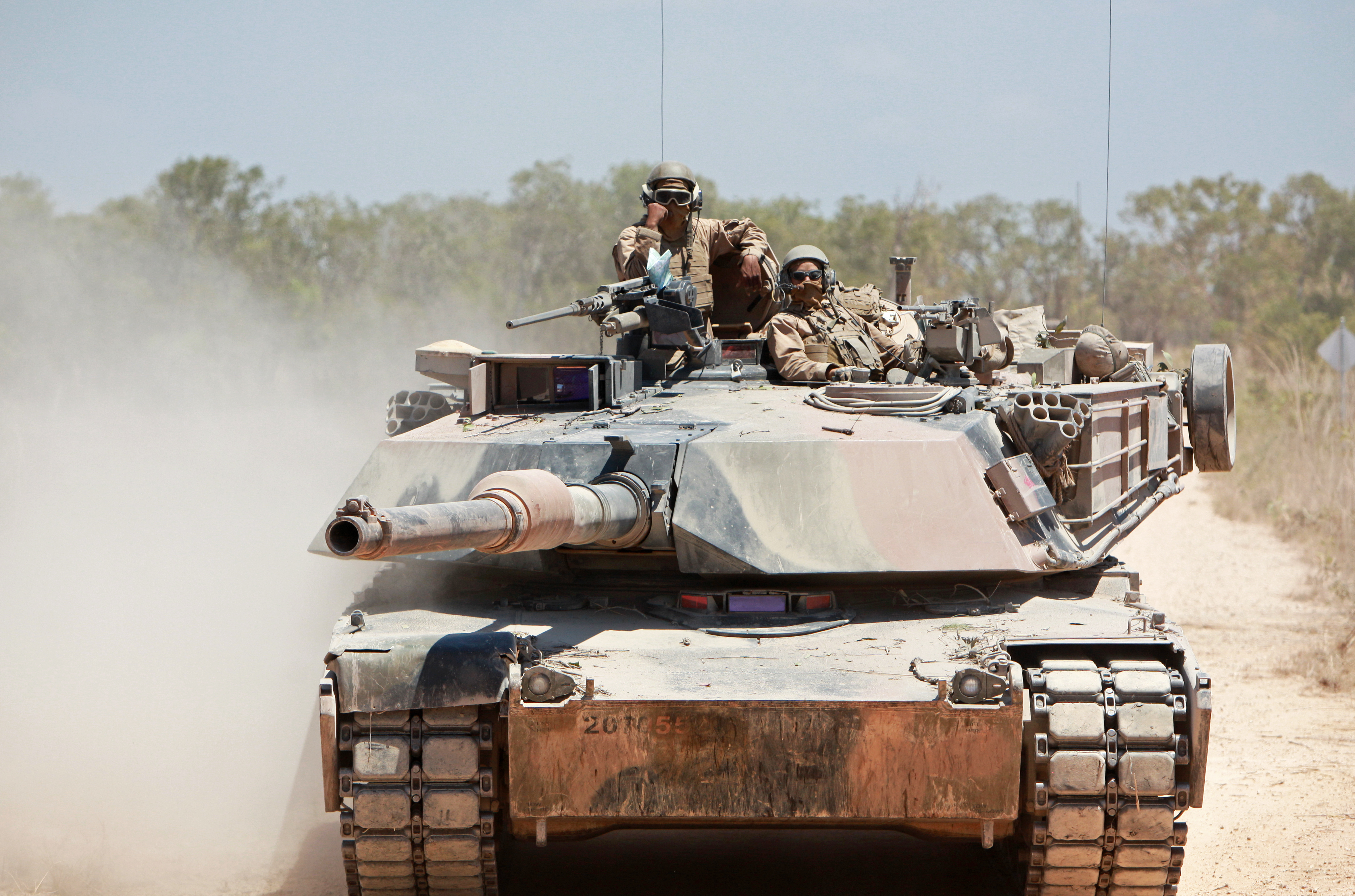
Een Australische M1A1 AIM

Volgens de fabrikant General Dynamics waren er per jaareinde 2023 in totaal 4035 tanks van dit type in gebruik in tien landen. Op dat moment had het bedrijf nog orders voor 609 exemplaren waarvan de laatste in 2026 wordt geleverd.
- Verenigde Staten
- Egypte (1.360 M1A1)[3]
- Saoedi-Arabië (315 M1A2)
- Koeweit (218 M1A2)[4]
- Polen: Polen kocht 250 M1A2 SEPv3 tanks. De productie daarvan wordt naar verwachting in 2024 afgerond, en de levering in 2025. Polen kocht ook 116 voormalig Amerikaanse M1A1 tanks om de meer dan 200 T-72 tanks die het aan Oekraïne doneerde te vervangen.[5] De levering daarvan daarvan begon in 2022. Zeven van de Verenigde Staten geleende Abrams tanks kwamen in juli 2022 aan in Polen.
- Australië: In maart 2004 maakte de regering van Australië bekend dat ze voor $ 550.000.000 59 gereviseerde tweedehands M1A1 AIM's gaat aanschaffen, zonder uraniummodules, met Duitse wolfraam munitie en met de motor ingesteld op dieselolie.
- Oekraïne: In januari 2023 zegden de Verenigde Staten een levering van 31 tanks aan Oekraïne toe.[6]
- Taiwan: In december 2024 ontving Taiwan 38 van de 108 in 2019 bestelde M1A2-tanks om zich te wapenen tegen China.